# レインボープロムナード

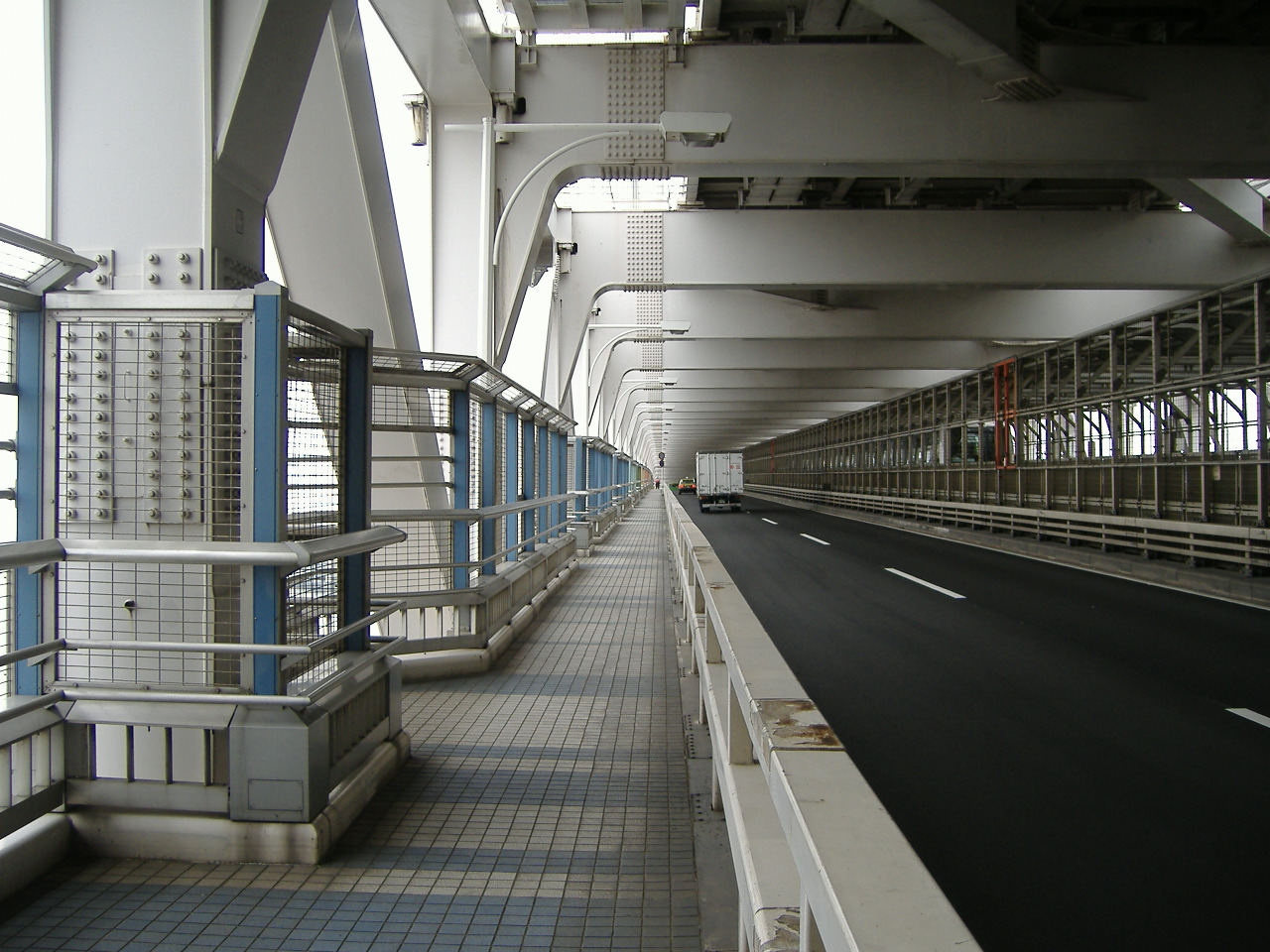
レインボープロムナード。晴海側ルート（北側遊歩道・ノースルート）、芝浦口より台場方面を望む。

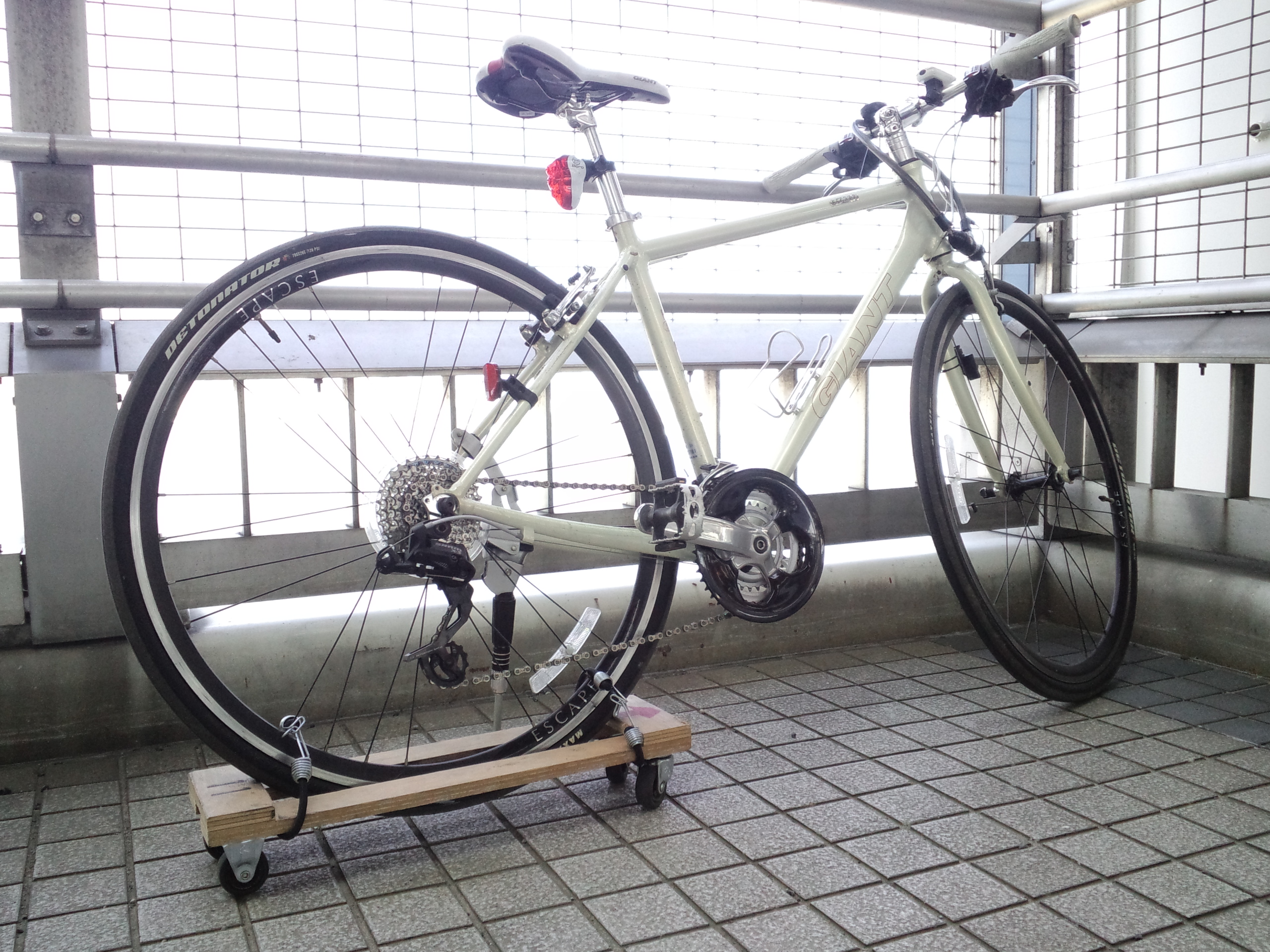
貸し出し台車の装着例（2011年）

レインボープロムナードは、東京都港区にあるレインボーブリッジの歩道である。2000年3月まで有料（大人300円・中学生100円）だったが、それ以降は無料で開放されている
。

## 概要

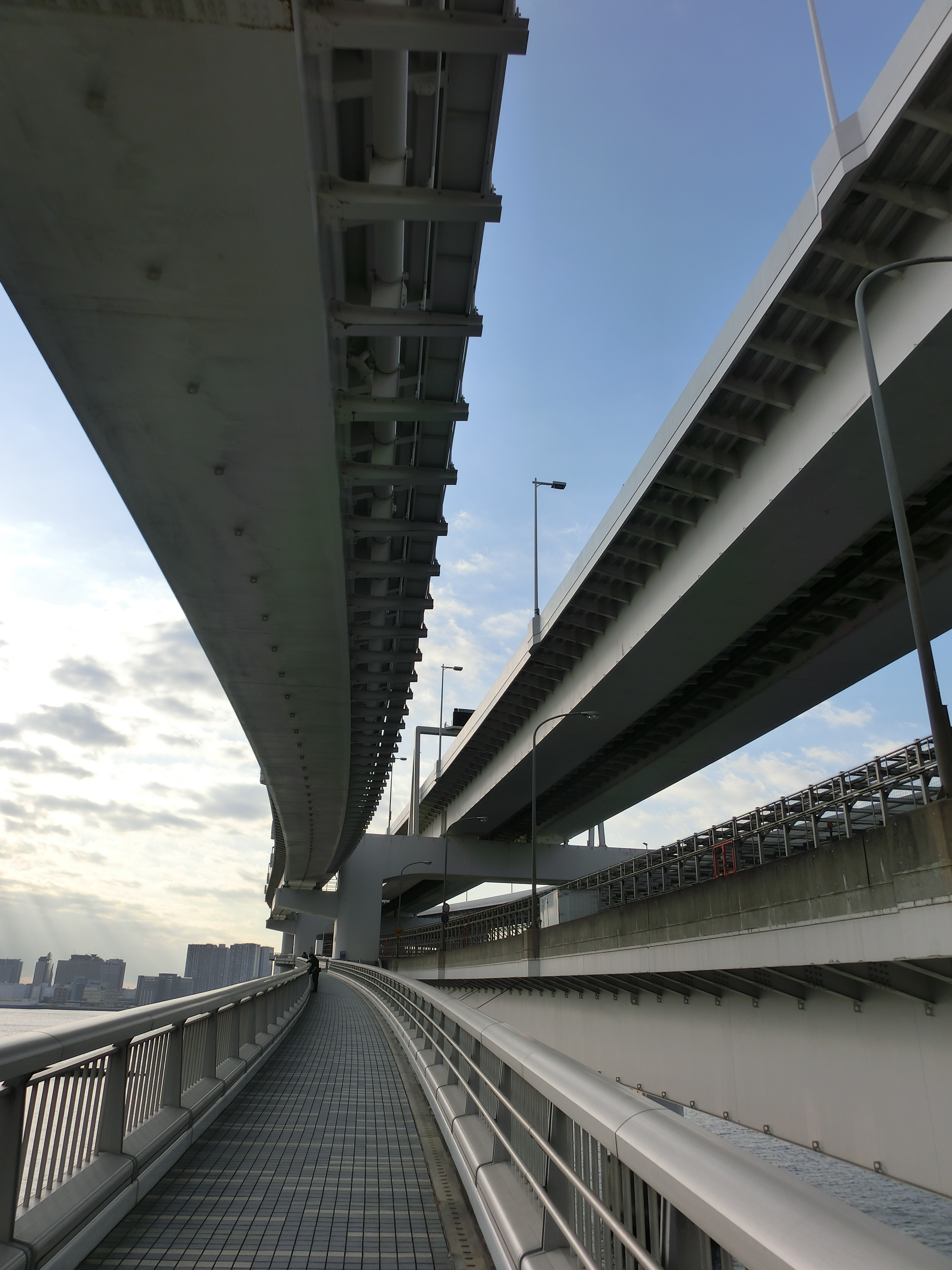
南側遊歩道・台場口

レインボープロムナードはレインボーブリッジ下層の臨港道路海岸青海線に敷設された歩道である。通行可能時間は、4月から10月の間が9時から21時まで、11月から3月の間が10時から18時までとなっている（最終入場は30分前まで）。
毎月第3月曜日は定休日のため通行出来ないが、当日が祝日の場合は定休日は翌日に変更される。
また、強風などの悪天候やイベント及びメンテナンスなどの理由により通行不可となる場合がある。
レインボープロムナードへは、台場口では徒歩で、芝浦口ではエレベーターを使う。20分 - 30分ほどで渡りきる事ができる。途中にトイレ・売店・自動販売機はないがベンチがある。アンカレイジの展望・休憩施設は無料化以降封鎖されている。
東京都心や晴海・豊洲地区を望むルートである北側遊歩道（ノースルート）と、東京湾・臨海副都心を望むルートである南側遊歩道（サウスルート）がある。車道中央にゆりかもめの軌道があるため、車道反対側の景色はほとんど見えないが、橋上では台場寄りのP31橋脚にある通路を除き車道横断が出来ない（かつては台場アンカレイジ内で横断できた）ためルート変更はできない。
自転車の走行は禁止されており、自転車は専用の貸し出し台車に乗せて手押しで通行するか、輪行袋などに収納して荷物として携帯する。自転車を手押しで通行する場合は芝浦口から台場口へ向かうには南側遊歩道（サウスルート）、反対に台場口から芝浦口に向かうには北側遊歩道（ノースルート）を通る事が定められている。悪天候などにより遊歩道が閉鎖された場合は自転車を手押しで通行する事はできない。

## アクセス

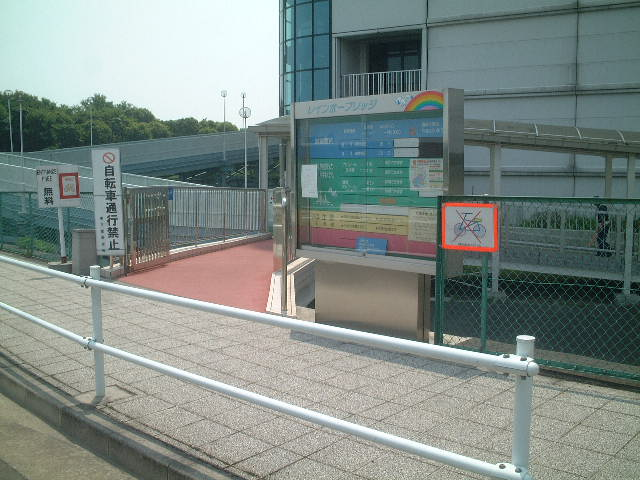
レインボーブリッジプロムナード（芝浦口）

- 台場口はゆりかもめお台場海浜公園駅から徒歩15分
- 芝浦口はゆりかもめ芝浦ふ頭駅から徒歩5分、JR田町駅より徒歩15分